# Lo schermo buio
Lo schermo buio (Monster, 1999) è il tredicesimo romanzo giallo dello scrittore statunitense Jonathan Kellerman, che ha come protagonista lo psicologo Alex Delaware.

## Trama
Il corpo mutilato di un aspirante attore viene ritrovato nel bagagliaio di un'auto parcheggiata vicino a una zona industriale. Settimane dopo, un altro corpo appare in condizioni simili in un altro posto. Questa volta è una psicologa che lavora in un istituto statale per criminali psicopatici. Tra i due corpi c'è un'esplicita similarità di mutilazioni. Il caso va al detective Milo Sturgis, assistito dal dottor Delaware, un vecchio amico e consulente psicologo.

## Personaggi
- Alex Delaware
- Milo Sturgis, detective
- Richard Dada, la prima vittima
- Dottoressa Argent, la seconda vittima